# Savu

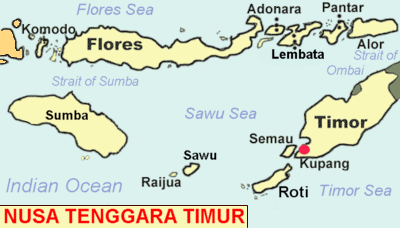
Mapa das Pequenas Ilhas da Sonda.

Savu (ou Sawu, Sabu, Sawoe, Havu, Hawu, Hawoe) é uma ilha a oeste de Timor, sensivelmente a meia distância entre Sumba e Roti, na província indonésia de Nusa Tenggara Oriental. Faz parte das Pequenas Ilhas da Sonda.
Savu tem ligação por ferry às cidades de Waingapu em Sumba e de Kupang no Timor Indonésio. Savu também tem ligação aérea a Kupang, a capital provincial.